# デイヴィッド・セシル (第3代エクセター伯爵)
第3代エクセター伯爵デイヴィッド・セシル（David Cecil, 3rd Earl of Exeter、1604年ごろ – 1643年4月18日）は、イングランド王国の貴族、政治家。1640年の短期議会で庶民院議員を務めた。

## 生涯
サー・リチャード・セシル（1633年9月4日没、初代エクセター伯爵トマス・セシルの次男）と妻エリザベス（初代準男爵サー・アンソニー・コープの娘）の息子として、1604年ごろに生まれた。1620年秋学期にケンブリッジ大学クレア・カレッジに入学、1621年にM.A.の学位を修得した。1627年8月9日、リンカーン法曹院に入学した。
1640年の短期議会でピーターバラ選挙区選出庶民院議員を務め、同年7月9日に伯父ウィリアムが死去するとエクセター伯爵位を継承した。1642年から1643年までラトランド統監を務めた。
1643年4月18日にロンドンで死去、スタンフォードのセント・マーティン教会に埋葬された。息子ジョンが爵位を継承した。

## 家族
エリザベス・エジャートン（Elizabeth Egerton、1688年3月24日埋葬、初代ブリッジウォーター伯爵ジョン・エジャートンの娘）と結婚、2男1女をもうけた。
- デイヴィッド（1641年5月20日埋葬[3]）
- ジョン（1628年 – 1678年2月1日） - 第4代エクセター伯爵[1]
- フランシス（1633年8月14日洗礼 – 1652年12月31日） - 1650年4月15日、初代シャフツベリ伯爵アントニー・アシュリー＝クーパーと結婚、子供あり[4]